# Enrique Ponce
Alfonso Enrique Ponce Martínez (Chiva, Valencia, 8 de diciembre de 1971) es un torero  y ganadero español. Su tío abuelo era el torero valenciano Rafael Ponce Navarro Rafaelillo (1912-1972). De depurada técnica y estilo purista y elegante, es considerado uno de los diestros más importantes de finales del siglo xx y comienzos del siglo xxi.

## Biografía
Comienza a temprana edad en una pequeña plaza de una ganadería en Ondara, Alicante. Ingresa a los 10 años a la Escuela Taurina de Valencia, debutando en público el 10 de agosto de 1986 en la Plaza de toros de Baeza, Jaén, el 9 de marzo de 1988, hace su debut con caballos en Castellón. Tras 101 novilladas y 111 orejas cortadas, toma la alternativa el 16 de marzo de 1990 en la plaza de toros de Valencia de manos de José Miguel Arroyo Joselito siendo testigo Miguel Báez el Litri. En 1991 viaja por primera vez a la campaña americana como torero, alcanzando importantes triunfos en México y Venezuela —triunfa por primera vez en la Feria Internacional de San Sebastián, en San Cristóbal—.
Confirma en Madrid su alternativa el 30 de octubre de 1990. Desde entonces ha liderado varias veces la estadística en España, comenzado en 1992 con 100 y siguiendo en 1993 con 110 corridas, volviendo a lo más alto del escalafón en 1997. Ponce es el torero con mayor número de temporadas sobre los 100 festejos. También es el torero que más toros ha indultado. En la temporada 2006 triunfa en Sevilla el viernes de preferia en la que consideran algunos cronistas taurinos, la mejor faena de la Feria de Abril. También ha logrado una auténtica proeza: cortar un rabo en la exigente plaza francesa de Nimes. Ha participado en numerosas ocasiones en la corrida a beneficio de Asprona en la plaza de toros de Albacete. Triunfó en Bilbao en agosto del 2008 al cortarle las dos orejas a un toro consiguiendo salir a hombros de dicha plaza 14 años después de su última salida a hombros, es la cuarta vez que lo consigue.
Es el único caso en la historia del toreo que sumó más de cien festejos por temporada durante diez años consecutivos.
En 2014, Ponce se anuncia en Sevilla y Madrid —plaza que no pisaba desde 2008—. Este mismo año sufre una fuerte cornada en Valencia, en la feria de fallas, que le penetra 20 centímetros en la axila derecha y le fractura la clavícula izquierda. Es el torero creador de crisol la mezcla entre la pintura, el cante y el toreo que se dio fecha el día 17 de agosto en Málaga de 2017.
Anunció su retiro indefinido de los ruedos, el día 29 de junio de 2021 después de treinta años en la cúspide como figura del toreo.

## Distinciones
Ha salido cuatro veces por la puerta grande de Las Ventas en 1992, 1996, 2002 y 2017.
El chivano ha recibido, pese a su juventud, varios títulos y distinciones:
- La Medalla de Oro al mérito en las Bellas Artes, (2007). Primer torero en activo que consigue dicho galardón.[29][30]
- Título de académico en la Real Academia de Ciencias, Bellas Letras y Nobles Artes de Córdoba. Es el primer torero académico de la historia.[31][32]
- Premio Nacional de Tauromaquia (2017), concedido por el Ministerio de Cultura de España, considerando no solo su trayectoria profesional como torero  sino por ser "capaz de desarrollar su magisterio tanto dentro como fuera de los ruedos, contribuyendo a la proyección de la Tauromaquia como patrimonio cultural español".[33]

## Vida personal
Se casó en la Catedral de Valencia, el 25 de octubre de 1996, con Paloma Cuevas Díaz (11 de septiembre de 1972), hija de Victoriano Valencia. El torero la describe como «el gran apoyo que he tenido durante todos estos años, es mi vida». En octubre de 2007 la pareja anunció, tras varios años de matrimonio, que serían padres en primavera. El 27 de abril de 2008 nace su primera hija a la que han llamado Paloma como su madre. El matrimonio comunicó que estaba esperando su segunda hija en julio de 2011. Su hija Bianca nació el 9 de enero de 2012.
En 2013 Ponce siente la pérdida de su abuelo Leandro a los 100 años, ya que su abuelo fue su descubridor y principal apoyo, especialmente en los primeros años.
En julio de 2020 Ponce y Paloma Cuevas anunciaron a través de un comunicado que habían iniciado los trámites de separación matrimonial. Poco después Enrique hizo pública una relación con la almeriense Ana Soria, estudiante de Derecho de 21 años, con la que llevaba relacionado desde principios de 2020.